# Keep Moving
Keep Moving es el quinto álbum de Madness lanzado en 1984. Este es el último álbum en el que participará Mike Barson hasta 1999 con el álbum Wonderful.

## Lista de canciones
1. Keep Moving
2. Michael Caine
3. Turning Blue
4. One Better Day
5. March of the Gherkins
6. Waltz into Mischief
7. Brand New Beat
8. Victoria Gardens
9. Samantha
10. Time for Tea
11. Prospects
12. Give Me a Reason

- Datos: Q920554